# لاري بينتون
لاري بينتون (بالإنجليزية: Larry Benton)‏ هو لاعب كرة قاعدة أمريكي، ولد في 20 نوفمبر 1897 في سانت لويس في الولايات المتحدة، وتوفي في 3 أبريل 1953 في أمبرلي فيليج في الولايات المتحدة.

## وصلات خارجية
- لاري بينتون على موقعبيزبول رفرنس.كوم (الدوري الرئيسي) (الإنجليزية)
- لاري بينتون على موقعبيزبول رفرنس.كوم (الدوري الثانوي) (الإنجليزية)
- لاري بينتون على موقع مشجعي الرسوم البيانية (الإنجليزية)